# 1394 Алго
1394 Алго (1936 LK, 1929 TT, 1933 UY1, 1394 Algoa) — астероїд головного поясу, відкритий 12 червня 1936 року.
Тіссеранів параметр щодо Юпітера — 3,497.